# Stasimopus obscurus
Stasimopus obscurus är en spindelart som beskrevs av William Frederick Purcell 1908. Stasimopus obscurus ingår i släktet Stasimopus och familjen Ctenizidae. Inga underarter finns listade i Catalogue of Life.